# Křenice
Křenice es una localidad del distrito de Klatovy en la región de Pilsen, República Checa, con una población estimada a principio del año 2018 de 211 habitantes. 
Se encuentra ubicada al sur de la región, cerca del río Otava —un afluente izquierdo del río Moldava que, a su vez, lo es del Elba— y de la frontera con la región de Bohemia Meridional y el estado alemán de Baviera.